# Eremotylus subfuliginosus
Eremotylus subfuliginosus är en stekelart som först beskrevs av William Harris Ashmead 1894.  Eremotylus subfuliginosus ingår i släktet Eremotylus och familjen brokparasitsteklar. Inga underarter finns listade i Catalogue of Life.